# Tuve Galen
Tuve Galen, ca 1320 – ca 1400, dansk riddare och dansk riksmarsk, gälkare i Skåne 1376–1383, herre till Turestorpsö och Näsbyholms slott. Son till Anders Jensen till Näsbyholm. 
Han var den första i sin ätt som antog släktnamnet Galen, som var en av fem grenar av Hvide-ätten (Skjalm Hvides ätt). Släkten Galen bar en fem gånger delad vapensköld i blått och vitt. 
Genom att hävda skånska särintressen kom han att spela en betydande roll när skåningarna 1381 slöt separatfred med den svenske kungen Albrekt av Mecklenburg.
År 1400 sålde han Näsbyholm till ärkebiskopen i Lunds stift Jacob Gertsen Ulfstand.

## Familj
Gift med Ingefred Pedersdatter til Färlöv. Barn:
1. Anders Galen, väpnare.
2. Ingefred Tuesdatter Galen
3. Tuesdatter Galen
4. Peder Galen

## Berättelser om Tuve Andersen Galen
- Flensmarck, Tor (2009). Drömmen om ett rike : frälseupproret. – Kristianstad : Monitorförlaget. Libris 11727895. – (Roman om den skånska adelns kamp mot drottning Margareta på 1380-talet)
- Ivarsson, Karl (1977). Tuve Galen på Turesö. // Byahornet (ISSN 0345-1887). – 1977:1, s. 30–32. – (Berättelse om hur Tuve försöker bygga en väg tvärs över Börringesjön vid Skyttanäbben, där det idag finns rester av en befästningsanläggning)